# 苏联铁路S型电力机车
S型电力机车（俄语：Электровоз С）是苏联铁路第一种直流电力机车，适用于供电制式为3千伏直流电的电气化铁路，由美国通用电气公司设计制造。

## 发展历史
1920年代末，苏联决定对外高加索铁路在格鲁吉亚境内的泽斯塔波尼至哈舒里区段进行电气化改造，该区段为典型的山区铁路，穿越苏拉姆山口（Сурамский перевал）， 线路最大坡度达到29‰，还有许多小半径曲线。当时决定在此区段采用3000伏直流电的牵引供电制式，并与美国通用电气公司签订了进口八台直流电力机车的合同。根据合同规定，通用电气公司为苏联提供八台电力机车，其中两台机车（01、03）装用通用电气原厂的牵引电动机，其余六台机车（02、04～08）的牵引电动机由通用电气公司提供必要的设计图纸和技术文件，在莫斯科的迪纳摩工厂生产。这种电力机车被定型为S型，意为“苏拉姆斯基”（Сурамского）。
S型电力机车于1932年下半年陆续抵达外高加索铁路的哈舒里机务段。1932年8月2日，外高加索铁路进行了苏联铁路史上首次电力机车试运行，S型电力机车牵引两辆客车从哈舒里站运行至莱希站然后折返，全程运行时间为1小时10分钟。1932年8月16日，外高加索铁路泽斯塔波尼至哈舒里区段电气化铁路正式通车，S型电力机车开始投入运用。
此外，苏联引进S型电力机车的同时，并获得通用电气公司授权在本土生产该型电力机车。苏联通过学习和吸收美国电力机车的技术，成功完成了S型电力机车的国产化工作，科洛姆纳工厂和迪纳摩工厂于1932年底交付了首台国产化机车，称为Ss型电力机车，为后来苏联直流电力机车的发展奠定了基础。